# Nieuwkoop
Nieuwkoop es una localidad y un municipio de la Provincia de Holanda Meridional, al oeste de los Países Bajos.

## Galeria

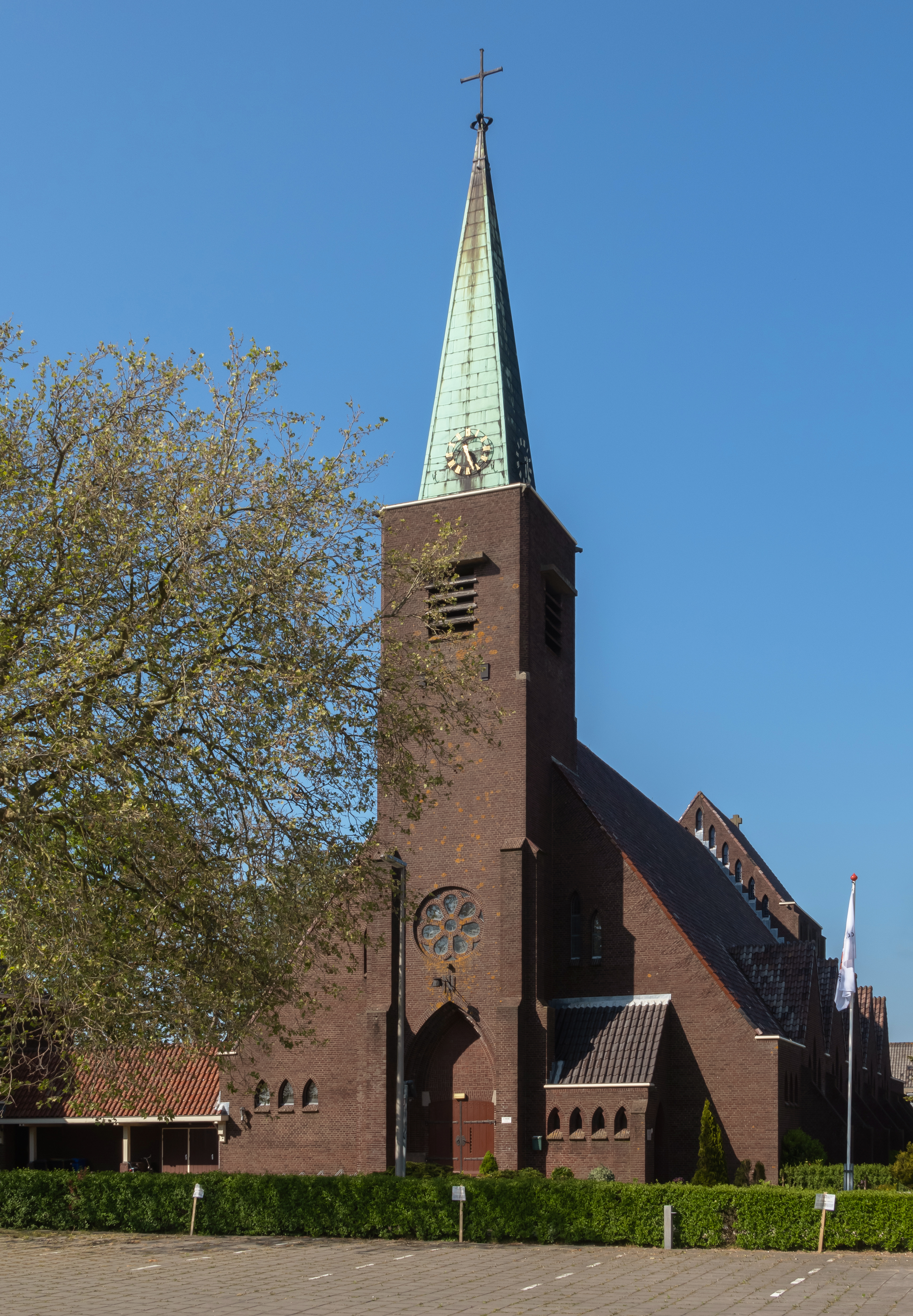
Nieuwkoop, la iglesia catolica
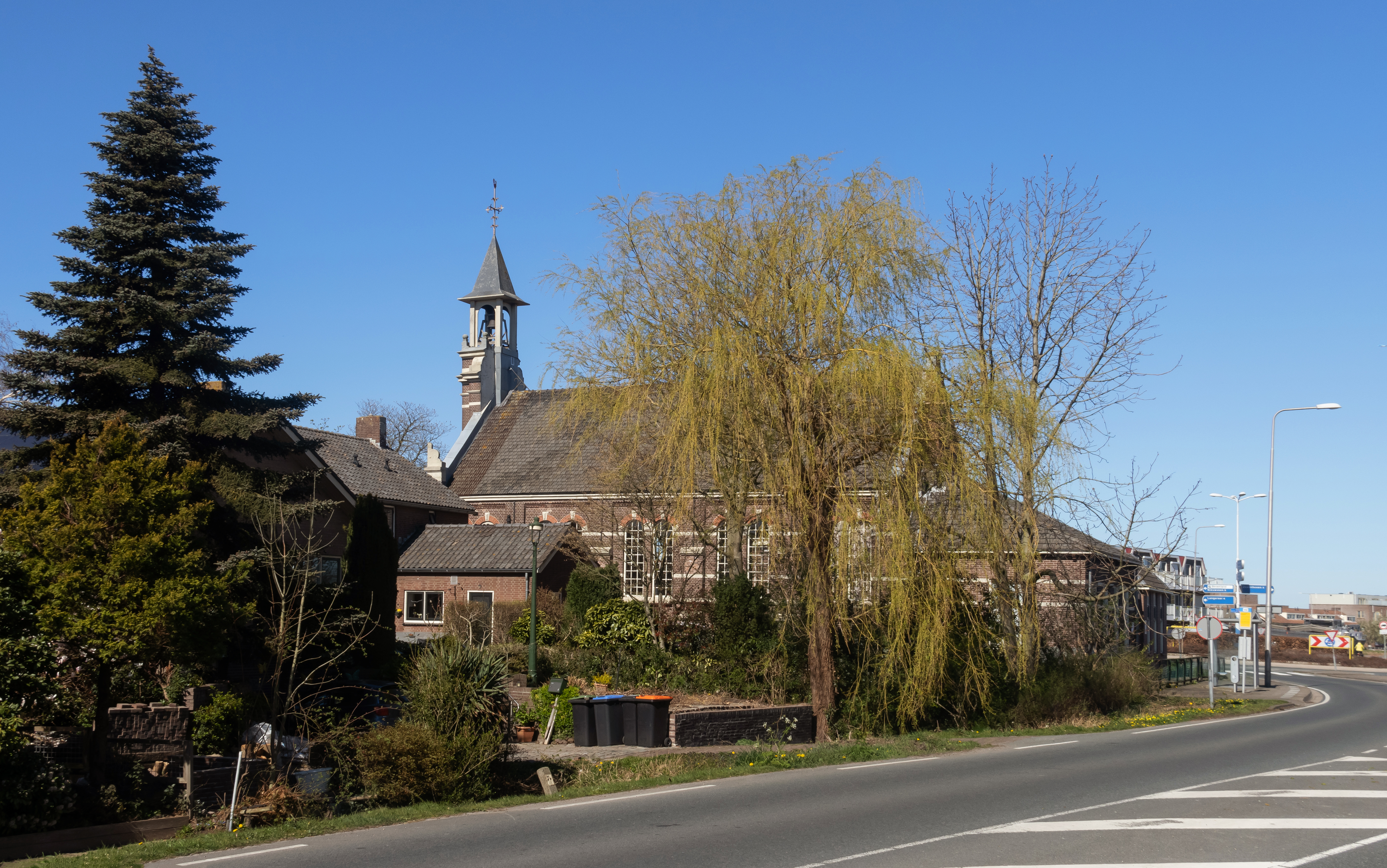
Ter Aar, la iglesia protestante
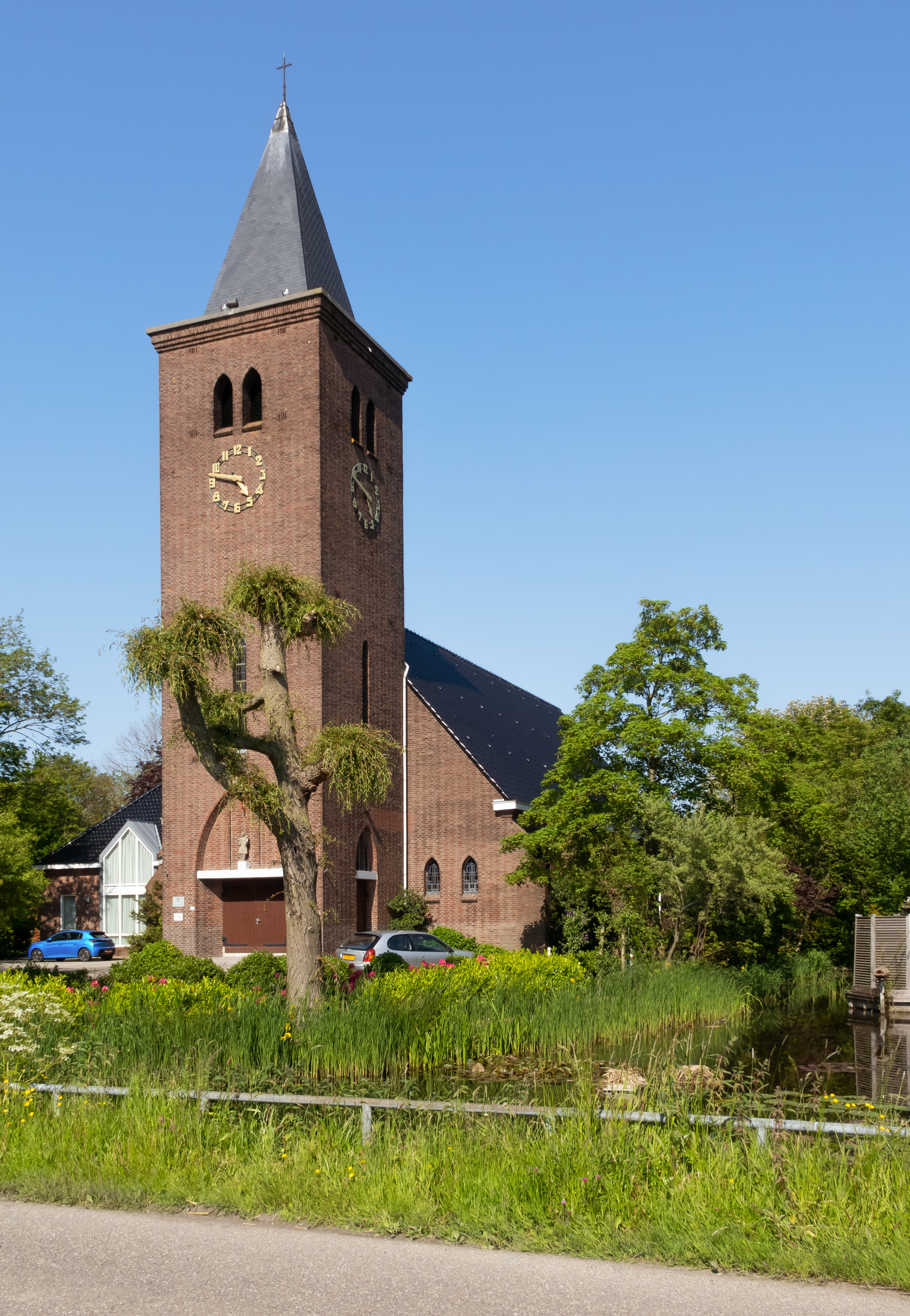
Noordeinde, la iglesia: Sint Johannes de Doperkerk
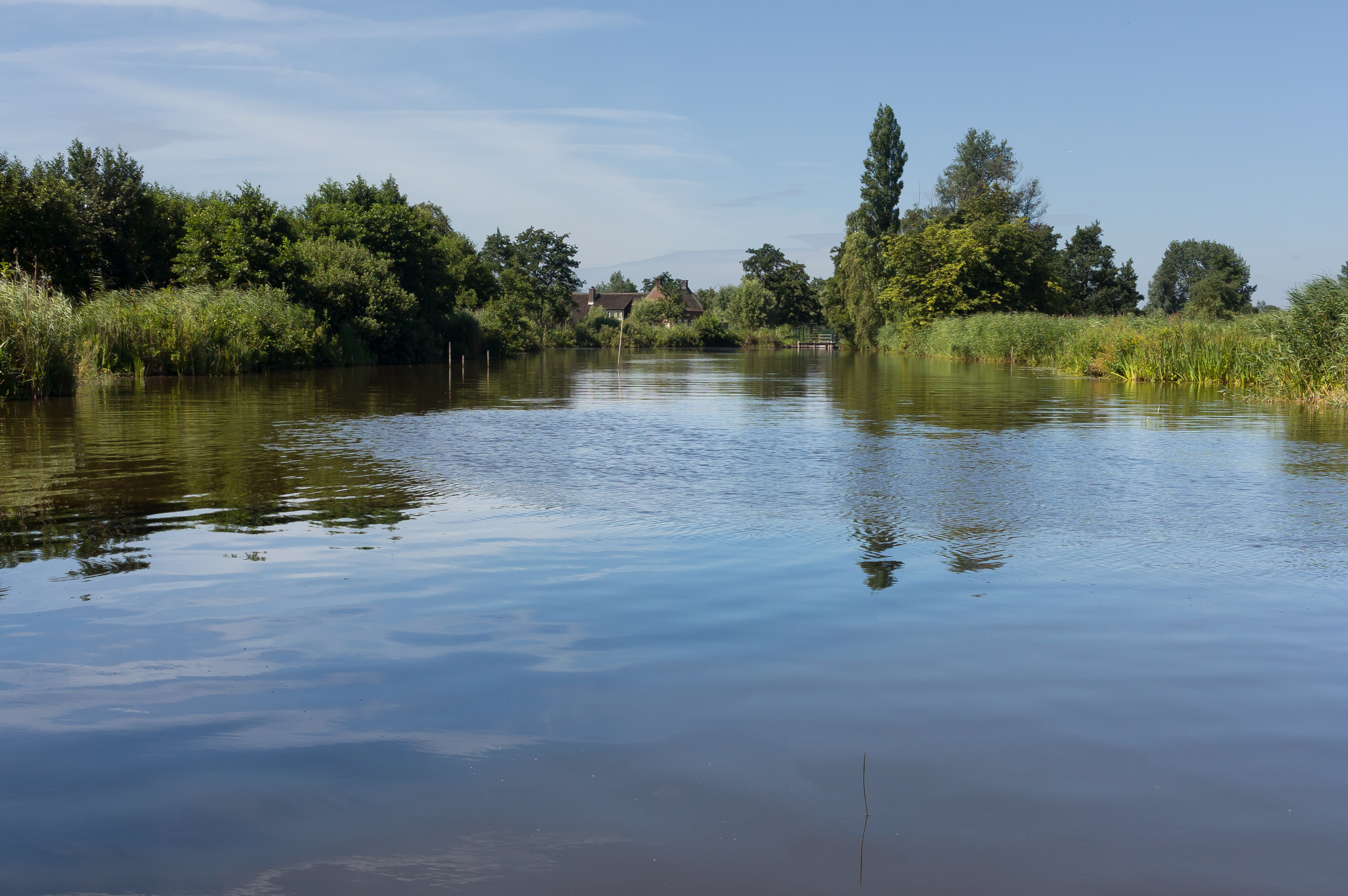
Woerdense Verlaat, el río Meije
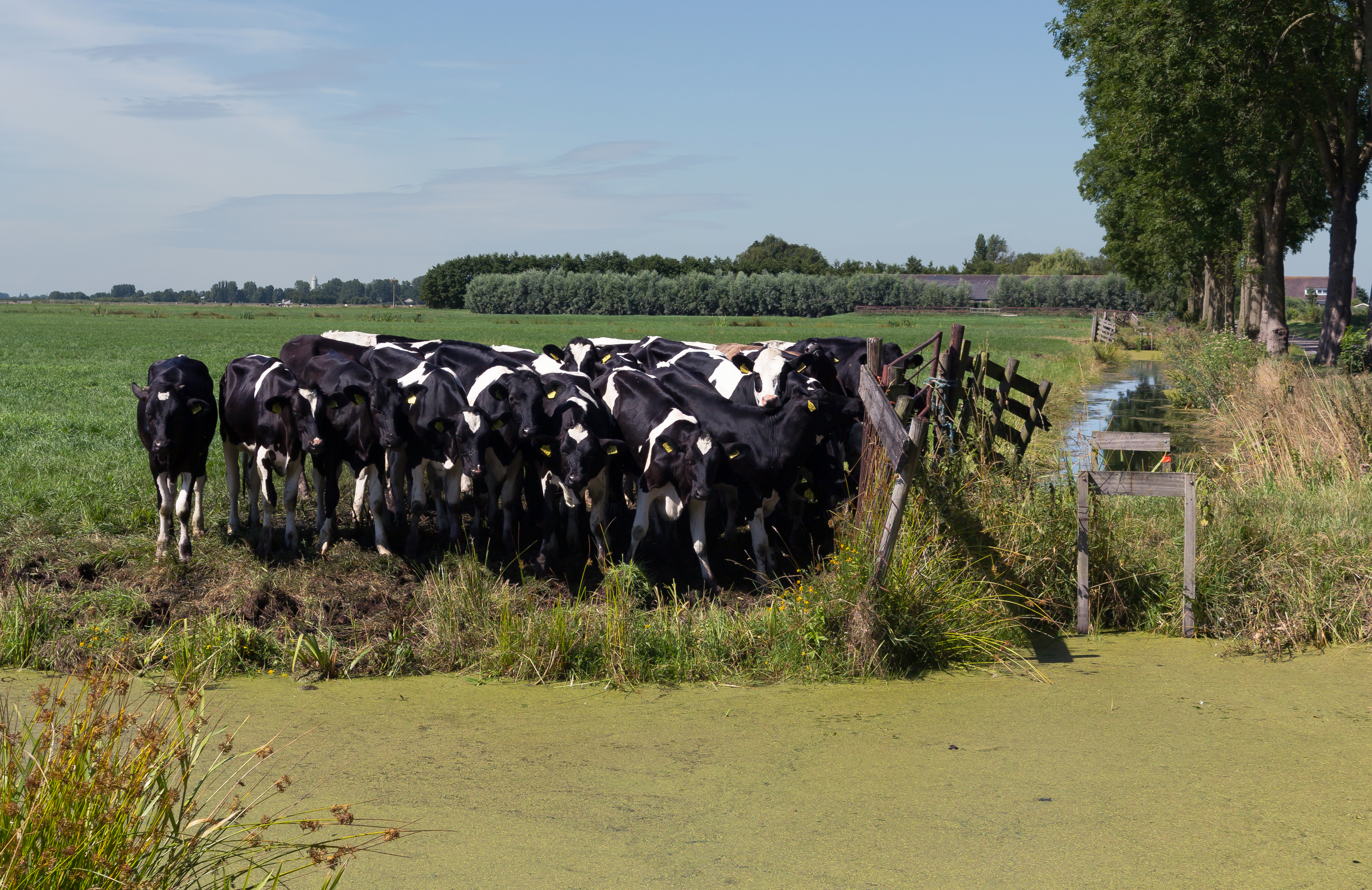
Woerdense Verlaat, las vacas en el pasto